# 高田大介 (馬術選手)
高田 大介（たかた だいすけ、1955年3月25日 - ）は、兵庫県神戸市出身の馬術選手。1994年第2回全日本ダービー馬術大会、1995年第3回全日本ダービー馬術大会、2000年第8回全日本シニアダービー優勝。ARC空港乗馬倶楽部会長。

## 経歴
13歳から馬術競技を始める。名古屋学院大学在学中、自己調教馬で佐賀国体3位。大学卒業後、サラリーマンを経てARC空港乗馬倶楽部を設立、後に東海地区乗馬振興会会長も務めた。

## 主な戦績
- 1983年佐賀国体　成年六段飛越競技　3位入賞
- 1993年東海ブロック大会　成年1部中障害飛越競技　優勝
- 1994年全日本ダービー馬術大会　優勝
- 1995年全日本ダービー馬術大会　優勝
- 2000年全日本シニアダービー　優勝